# Marcel-Louis Baugniet
Pour les articles homonymes, voir Baugniet.
Marcel-Louis Baugniet, né à Liège (Belgique) le 18 mars 1896 et mort à Bruxelles le 1er février 1995, est un artiste belge d'avant-garde considéré comme l'un des plus importants du pays.
En plus de son activité de peintre, il réalise des collages, des décors, des affiches, des tapisseries, des illustrations de publicités, de la céramique et est créateur de meubles. Il est aussi critique d'art.

## Biographie
Après sa scolarité, Marcel-Louis Baugniet étudie à l'académie de Bruxelles, où il a comme condisciples Paul Delvaux et René Magritte, puis se rend à Paris où il rencontre, entre autres, Ossip Zadkine et Fernand Léger. En 1920, Fernand Khnopff lui donne cours à l'Atelier Libre situé rue Veydt à Bruxelles. En 1922, il retourne à Bruxelles, où il se lie avec Felix De Boeck et Victor Servranckx.
Cette même année, lors d'une conférence du danseur Raymond Duncanil — frère de la célèbre danseuse américaine Isadora Duncan — Marcel-Louis Baugniet fait connaissance de la chorégraphe et artiste Marguerite Acarin. Baugniet la prend pour modèle et l'épouse le 31 octobre 1923. Il lui invente le nom de scène d'Akarova. En 1928, le couple se sépare, mais Baugniet continue de travailler sporadiquement pour Akarova en créant décors et costumes pour ses spectacles.
Baugniet dessine des illustrations de couvertures de partitions pour les éditions de musicales F. Lauwerijns et A. Isaÿe. Après 1945, il ne réalise quasiment que des collages et des dessins de meubles. Il possédait une boutique à Bruxelles dans laquelle il vendait ses créations.
Marcel-Louis habitait au Jardin du Roi à Ixelles et est resté toute sa vie voisin d'Akarova.

## Influences
L'influence du Bauhaus et De Stijl se remarquent dans l'œuvre de Marcel-Louis Baugniet. Il était aussi familier de l'œuvre du Corbusier, de Vasarely, de Sonia Delaunay et d'Henry Van de Velde.

## Rétrospective
Le Musée d'art moderne et contemporain de Liège a monté en 2001 une grande rétrospective conçue pour montrer tous les aspects du travail de Baugniet.

## Collections publiques
- Arlon, Musée Gaspar (collection de l'Institut archéologique du Luxembourg)[6].